# قطار 4.50 من بادنغتون (رواية)
قطار 4.50 من بادينغتون, (بالإنجليزية4. 50 from Paddington), رواية تحقيق من تأليف اغاثا كريستي، نشرت لأول مرة في نوفمبر 1957, وقد نشرت في الولايات المتحدة تحت عنوان «ماذا رأت السيده ماك جيكيلودي؟». وقد نُشرت الرواية على شكل سلسلة قبل إطلاق الكتاب في كل دولة وتحت عناوين مختلفة. كان سعر النسخة من إصدار الولايات المتحدة 2.95 دولار أمريكي.
حازت الرواية على إعجاب النقاد عمومًا آنذاك، لكنهم كانوا ليفضلوا مشاركة الآنسة ماربل في الأحداث بشكل أكثر مباشرة، مع مراعاة أقل لقواها الخائرة واستخدام الآخرين للقيام بالأعمال من أجلها. وقد رأت مراجعة لاحقة كتبها بارنارد أن القصة تفتقر إلى الأدلة الكافية، غير أنه سلط الضوء بشكل إيجابي على لوسي إيلسبارو بوصفها شخصية نسائية مستقلة.
وقد بُني الفيلم الصادر عام 1961 تحت عنوان «لقد قالت الجريمة» على هذه الرواية، إضافة إلى عدة برامج تلفزيونية.

## ملخص الرواية
تستقل السيدة إليسبت ماغليكدي قطارا متجهة إلى صديقتها جاين ماربل بعد أن قامت بالتسوق لعيد الميلاد، وبينما هي في مقصورتها، يمر بمحاذاة القطار الذي تستقله قطار آخر، وتصدم عندما ترى من خلال نافذتها رجلا يقوم بخنق امرأة حتى الموت، لكن وجه الرجل لا يظهر لها بل يظهر ظهره فقط، أما المرأة فتستطيع تمييز شيء من ملامحها.
تخبر السيدة ماغليكدي عمال أمن القطار، لكنهم لا يأخذون القصة على محمل الجد ويظنونها من أوهام السيدة، لكن صديقتها جاين ماربل وعند سماعها للقصة تثير اهتمامها وتقرر التحقق فيها، لكن الغريب أنه لا يتم إيجاد جثة لا في القطار ولا في أي منطقة مجاورة للسكة التي يعبرها، وبعد استعانتها ببعض الخرائط للمنطقة، تحدد الانسة ماربل تقريبا المنطقة التي من الممكن أن القاتل تخلص فيها من الجثة بعد رميها من القطار، لكن حالتها الصحية وكبر سنها لا يسمحان لها بالتحقيق، فتلجأ إلى أحد معارفها، لوسي إيلسبارو، تنجح هذه الأخيرة في الحصول على وظيفة كمدبرة منزل في المنزل الذي تظن الآنسة ماربل أن الجثة موجودة في محيطه، تكلف ماربل الآنسة إيلسبارو بالبحث عن الجثة، وبعد أيام قليلة تجد لوسي الجثة في أحد الصناديق المهملة في مبنى مهجور ملحق بالمنزل.
تصدق الشرطة أخيرا قصة الآنسة ماربل وصديقتها السيدة ماغليكدي، لكن الشرطة يظنون أن الجريمة لها علاقة بأصحاب المنزل، عائلة كراكنثورب.يقطن في المنزل رجل طاعن في السن له ستة أبناء، لكن واحدة منهم فقط تعيش معه، إيما، مات اثنان منهما، تشك الشرطة في كون إيما تعرف شيئا بخصوص الجثة رغم إنكار جميع افراد العائلة لمعرفتهم بصاحبة الجثة، أخيرا تقرر إيما أن تبوح بما تعرفه وتقول بأنها تشك أن المرأة هي حبيبة أخيها الفرنسية، مارتين، التي تعرف عليها في فرنسا خلال الحرب قبل أن يقتل، وتقول أنها تلقت رسالة منها منذ فترة تقول فيها أنها في إنجلترا وترغب في زيارة عائلة حبيبها المتوفى.
تثار شكوك حول تلك المرأة، فلعلها ليست مارتين الحقيقية وقامت بانتحال هويتها حتى تحصل على المال من العائلة، واحتمال آخر هو أنها فعلا مارتين، وربما كان لها ولد من ابن عائلة كراكنثورب، في هذه الحالة تتجه أصابع الاتهام نحو أحد افراد العائلة، فربما واحد منهم قام بقتلها لمنعها من الحصول على الميراث.
تزداد الشكوك حول كون القاتل من عائلة كراكنثورب عندما يحدث تسمم لأفراد العائلة، تليه جريمة قتل أحد أبناء السيد كراكنثورب العجوز، وتليه بعد فترة ليست بطويلة جريمة قتل ثانية لابن آخر من أفراد العائلة، ولا يبقى سوى إيما، وأخيها المغترب العائد من إسبانيا سيدرك، في هذه الأثناء تظهر مارتين الحقيقية، مثبة أن المرأة التي تم العثور عليها في الصندوق ليست مارتين، وعند سؤالها عن الرسالة التي وصلت لإيما، تنفي مارتين قيامها بإرسال أية رسالة.
تنحصر شكوك الشرطة في كون القاتل إما سيدرك، أو زوج ابنة عائلة كراكنثورب المتوفاة، برايان إيستلي، لكن الآنسة ماربل تتوصل بفطنتها إلى هوية القاتل الحقيقية، فالقاتل هو طبيب الأسرة، الدكتور كويمبر.
الدكتور كويمبر أراد الزواج من إيما، ابنة الرجل العجوز الثري، لكن زوجته كاثوليكية ورفضت بشدة فكرة الطلاق، فيقوم باستدعائها إلى إنجلترا، موهما إياها بالصلح وبدء صفحة جديدة، لكنه يقوم بخنقها على متن القطار، ويخفي الجثة في منزل آل كراكنثوب حتى تتجه أصابع الاتهام نحو أحد أبناء العائلة.
في نفس الوقت كان كويمبر على اطلاع بقصة الفتاة الفرنسية مارتين، لأن إيما سبق وأخبرته بها، يقوم بإرسال رسالة موقعة من مارتين إلى إيما، لإيهام الشرطة بأن الميتة هي مارتين، وهذا دوما لتأكيد التهمة على أحد اخوة إيما، ومن ثم شرع في تسميم أفراد العائلة وقتل اثنين منهم حتى يضمن حصول إيما على الميراث وحدها.

## شخصيات الرواية
- الآنسة ماربل: محققة هاوية.
- لوسي إيلسبارو: من معارف الآنسة ماربل تتولى مهمة البحث عن الجثة بعد حصولها على وظيفة في منزل آل كراكنثورب.
- لوثر كراكنثورب: رب عائلة كراكنثورب، رجل كبير بالسن معروف ببخله الشديد.
- سيدرك كراكنثورب: ابن لوثر، يعيش في إحدى جزر إسبانيا ويعمل رساما.
- هارولد كراكنثورب: ابن لوثر، يعمل في مجال البنوك.
- ألفريد كراكنثورب: ابن لوثر.
- إيما كراكنثورب: ابنة لوثر، تعيش معه في نفس البيت وتتولى رعايته.
- برايان إيستلي: زوج إيدث ابنة لوثر المتوفاة.
- ألكساندر إيستلي: ابن برايان وإيدث وحفيد لوثر.
- الدكتور كويمبر: طبيب العائلة.
- المفتش درموت كرادوك: مكلف بالتحقيق في الجريمة.

## الاقتباس
- اقتبس فيلم من الرواية عام 1961 من بطولة ماغريت روذرفورد.
- حلقة من مسلسل "الآنسة ماربل"من إنتاج بي بي سي عام 1987 وبطولة جوان هيكسون.
- حلقة من مسلسل "أغاثا كريستي ماربل" من إنتاج قناة ITV البريطانية عام 2004 من بطولة جيرالدين مكايواين.
- فيلم فرنسي عام 2008 من إخراج باسكال توماس.
- اقتبست لعبة فيديو من الرواية عام 2010.

## عناوين الترجمات العالمية
أغلب الترجمات لها نفس -أو تقريبا نفس- العنوان الأصلي «4.50 من بادنغتون», «16.50 من بادنغتون», «القطار من بادنغتون», «قطار 4.50».
في الترجمة العربية ترجمت الرواية تحت عنوان «قطار 4.50 من بادنغتون».
قام الأديب الراحل عمر عبد العزيز أمين بترجمة الرواية وقد صدرت من عدة دور نشر، ويلاحظ:
- قامت دار ميوزيك للنشر بطبع الترجمة كاملة تحت عنوان رجل بلا وجه، حملت الرواية رقم 42 ضمن السلسة.
- وكذلك قامت المكتبة الثقافية بيروت-لبنان بنشر الترجمة على جزئين: الجزء الأول بعنوان «الشاهدة الوحيدة» والجزء الثاني بعنوان «رجل بلا وجه».

## الروابط الخارجية
- معلومات حول الرواية في الموقع الرسمي لأغاثا كريستي (باللغة الإنجليزية).
- معلومات حول الفيلم المقتبس من الرواية عام 1962 (باللغة الإنجليزية).
- معلومات حول حلقة مسلسل «الانسة ماربل» المقتبسة من الرواية عام 1987 (باللغة الإنجليزية).
- معلومات حول حلقة مسلسل «اغاثا كريستي ماربل» المقتبسة من الرواية عام 2004 (باللغة الإنجليزية).
- موقع لعبة الفيديو المقتبسة من الرواية (باللغة الإنجليزية).
- معلومات حول الرواية في الموقع الرسمي لدار الأجيال (باللغة العربية).